# Портик на съда (Хераклея Линкестис)
Портикът на съда (на македонска литературна норма: Портик на судница) е археологически обект в античния македонски град Хераклея Линкестис, Северна Македония.

## История
Портикът датира от началото на II век.

## Описание
Представлява трем с правоъгълна основа, чийто покрив се опира на стена от северната страна и колонада от южната страна. По протежение на северната стена е имало редица почетни и вотивни паметници, от които са открити три постаменти за статуи с гръцки посветителни надписи и две статуи.
До първия постамент, върху който е гравиран надписа „На богинята Немезида [посвети] Юпия Тертила“ е открита мраморна статуя на Немезида, богинята на справедливостта и съдбата, в реални размери. Обстановката, облеклото и външният вид като цяло излъчват класически вдъхновения, характерни за първите години на II век. До втория постамент, на който е гравиран надписа „Градът [посвети; на Тит Флавий Орест два пъти просвещеник и благодетел поради любовта му към този [град] по предложение на Гай Марие Влосиан Трасон по времето на политарх Марие Клавдий Пулхер“ е открита мраморна статуя на видния гражданин на Хераклея Тит Флавий Орест. На надписното поле на третия постамент пише: „На богинята на справедливостта“, а на горната рамка над надписното поле са гравирани два стиха от поемата на Хезиод „Дела и дни“.